# Rathaus Oerlinghausen
Das Rathaus Oerlinghausen befindet sich am Rathausplatz 1 in der lippischen Stadt Oerlinghausen in Nordrhein-Westfalen. Das Bauwerk ist mit der Nummer 17  als Baudenkmal in die städtische Denkmalliste eingetragen.

## Architektur und Geschichte
Das heutige Oerlinghauser Rathaus war von 1887 bis 1975 eine Schule. Ab 1. Januar 1976 dient das Gebäude der Stadt als Rathaus. Vom Jahr 1926 an war das Rathaus im Hotel Stadt Bremen (heute Stadthotel) untergebracht. Seit 1933 hatte das Haus Detmolder Straße 1 als Rathaus gedient, dessen Besitzer der damalige Hauptgeschäftsführer der Oerlinghauser Elektrizitätswerke, Joe Meyer, war.
Zu Beginn des 19. Jahrhunderts gab es in Oerlinghausen zwei Schulen, nämlich die Küsterschule für Mädchen und die Kantorschule für Jungen. In der Folgezeit nahm die Schülerzahl stetig zu und der Ruf nach dem Bau einer Volksschule in Oerlinghausen wurde um 1880 immer lauter. Im Jahr 1887 konnte durch die Initiative von Superintendent Gottfried Wilhelm Weerth mit dem Bruchsteinbauwerk begonnen werden. Die Schulgemeinde war nicht in der Lage, die gesamte Bausumme aufzubringen und bekam deshalb einen Zuschuss von 7.000 Mark von der Fürstlich Lippischen Regierung. Von 1887 bis 1948 blieb das Gebäude der Volksschule unverändert.
Nach der Währungsreform 1948 wurde ein Erweiterungsbau genehmigt und schon 1949 bezogen. In dem Anbau fand in den folgenden Jahren der Unterricht für die Schüler des Progymnasiums statt. Die enorme Zunahme an Schülern in Oerlinghausen zwang die Stadt schon bald, Volksschule und Progymnasium zu trennen. So entstand 1957 der Neubau für die Volksschule an der Weerthstraße, der 1958 bezogen werden konnte. Die bisherige Volksschule wurde nun von den Gymnasiasten allein genutzt. 1963 beschloss der Stadtrat, das Progymnasium zu einem Gymnasium auszubauen. Am 20. Juli 1975 erfolgte die feierliche Einweihung des neuen Gebäudes, das heute den Namen Niklas-Luhmann-Gymnasium trägt. Die freigewordene Volksschule konnte nun nach einigen Umbauten als Rathaus genutzt werden.